# 김이은
김이은은 대한민국의 배우이다. 본명인 김진희로 활동하다가 예명인 김이은으로 변경했다.

## 출연 작품

### 영화
- 2012년 《간첩》 - 미스 고 (단역)
- 2016년 《청춘과부》 - 송이 (단편영화, 주연)
- 2019년 《동명이인 프로젝트 시즌2》 - (주연)
- 2019년 《메모리즈》 - 혜선 (단편 영화, 조연)

### 드라마
- 2014년 SBS 《신의 선물 - 14일》 - 주민아
- 2020년 tvN 《비밀의 숲 2》 - 김 비서